# Mariah Shirley
Pour les articles homonymes, voir Shirley.
Mariah Shirley est une actrice américaine, née le 5 juillet 1969 à Palmdale en Californie. 

## Biographie
Mariah Shirley a joué dans la série Les Aventures de Sinbad (The Adventures of Sinbad) avec Zen Gesner.